# Darko Mirt
Darko Mirt (Maribor, 17 aprile 1960) è un ex cestista e allenatore di pallacanestro sloveno, fino al 1992 jugoslavo.

## Carriera
Con la Slovenia ha disputato i Campionati europei del 1993.

## Palmarès
- Coppa di Slovenia: 1

Union Olimpija: 1992